# Xã Main, Quận Columbia, Pennsylvania
Xã Main (tiếng Anh: Main Township) là một xã thuộc quận Columbia, tiểu bang Pennsylvania, Hoa Kỳ. Năm 2010, dân số của xã này là 1.236 người.
Khu vực này có dân định cư vào năm 1772 và thành lập vào năm 1844. Ngành công nghiệp sắt đã từng thịnh hành ở thị trấn.
Xã Main nằm ngay phía nam của trung tâm quận Columbia và giáp với phía bắc của sông Susquehanna, được bao bọc bởi những con sông cao 500 foot (150 m). Cộng đồng chưa hợp nhất Mainville nằm ở trung tâm xã. Các rặng núi Nescopeck và núi Catawissa băng qua thị trấn ngay phía nam Mainville, ngăn cách bởi một khe nước do rạch Catawissa tạo thành.